# Imjado
Imjado är en ö i Sydkorea.   Den ligger i provinsen Södra Jeolla, i den sydvästra delen av landet, 290 km söder om huvudstaden Seoul. Arean är 38 kvadratkilometer.
Terrängen på Imjado är platt. Öns högsta punkt är 289 meter över havet. Den sträcker sig 11,0 kilometer i nord-sydlig riktning, och 11,4 kilometer i öst-västlig riktning.